# Florian Pfisterer
Florian Pfisterer (* 24. August 1978) ist ein deutscher Musiker und Songwriter. Der in München lebende Musiker war Sänger/Gitarrist der deutschlandweit erfolgreichen Band Jenson. 
Derzeit ist er unter dem Pseudonym „da Rocka“ als Sänger der Mundartband Da Rocka & da Waitler bekannt.

## Leben
Florian Pfisterer stammt aus Isny im Allgäu und besuchte bis 1997 das dortige Gymnasium. Er ist ausgebildeter Informatiker. Pfisterer arbeitete bis 2010 für diverse Unternehmen in der Musikbranche, unter anderem als Booker und Veranstaltungsleiter für das Münchner Unternehmen südpolmusic, wo er unter anderem LaBrassBanda, Hassliebe, Florian Simbeck und Stephan Zinner betreute. Nebenbei arbeitete er als Produktionsleiter und Grafiker im Kulturzentrum Backstage.

## Musik
Pfisterer war von 2005 bis 2010 Leadsänger der Rockband Jenson, mit welcher er ca. 400 Clubshows in Deutschland, Österreich und der Schweiz spielte. 2007/2008 war er mit Jenson unter anderem Teil der Radio Energy Musictour in München, Stuttgart und Nürnberg, wo er sich die Bühne mit Bands wie den Fantastischen Vier, Jennifer Rostock oder den Donots teilte. Mit Jenson spielte Pfisterer außerdem als Support für Tito & Tarantula und J.B.O
Mit Jenson veröffentlichte er 2007 das Album Großstadtschmutz. 
Der Song Wir werden …, der unter anderem als Titelsong für den DFL-Ligapokal auf SAT1 und Pro7 fungierte belegte Platz 88 der deutschen Charts.
Nach der Trennung vom ersten Label 313Music, mit Labelchef Thomas Stein, entstand 2009 das 2te Album Auf nie mehr Wiedersehen unter der Regie von Indie-Kultproduzent Kurt Ebelhäuser. Das deutlich rougher und härter produzierte Album wurde von den Labels abgelehnt. Die Veröffentlichung in Eigenregie verlief wenig erfolgreich. Die Band beschloss daraufhin ihre Auflösung.
Nach der Auflösung von Jenson zog sich Pfisterer aus der Musikbranche zurück. Mit seinem Bruder Gernot Rothenbach entstand 2011 das reine Spaßprojekt die Wiesnbluesbrothers. Unter diesem Namen wurde nur der Song Oktoberfestblues als youtube-Video veröffentlicht.
Seit 2012 arbeitet Pfisterer wieder als Musiker. Als Solokünstler „FloP“ veröffentlichte er diverse eigene Produktionen. Die erste Veröffentlichung war der Song Leben 2.0.
Es folgten diverse Titel für Fernseh- und Filmproduktionen bzw. das Verlagswesen. 
Außerdem schrieb der glühende BvB-Fan 2014 für den Münchner BVB-Fanclub Münchner Borussen den offiziellen Fanclubsong München ist schwarz-gelb in Anlehnung an die 2016 veröffentlichte Version Dortmund ist schwarz-gelb.
2016 veröffentlichte er unter dem Pseudonym auch noch den Song Gewinner der Herzen mit einem Lyricvideo auf youtube.
In Zusammenarbeit mit den Dortmunder Kultmusikern Toxygen und der Muri entstand 2016 der Song Schwarzgelber Herzschlag welcher als Titelsong für das soziale Projekt Schwarzgelber Herzschlag des BVB-Fanclub Ratisbona fungierte.
2012 lernte er auf einer Hochzeit Florian Pledl kennen. Sie griffen die Idee auf Rockmusik mit bayerischer Tradition und süddeutschem Dialekt zu kombinieren. 
Sie gründeten die Band Da Rocka & da Waitler.
Mit Da Rocka & da Waitler spielte Pfisterer bis heute über 400 Live-Shows, darunter Großevents wie das Wacken Open Air, Full Metal Mountain, das Taubertal-Festival oder das Woodstock der Blasmusik.
Darüber hinaus spielten Da Rocka & da Waitler 2015 insgesamt 13 Shows im Vorprogramm von Status Quo und Uriah Heep.
2017 wurde das erste Studioalbum DRDW auf dem Label soundtopeople veröffentlicht. 
Zeitgleich wurde das Musikvideo zum Song Feia released, welches im ehemaligen Kultclub Henderson in München gedreht wurde.
Im Henderson entstand auch das legendäre Video von Freddie Mercury zum Song Living on my own.
Da Rocka & da Waitler waren 2017 im ZDF-Fernsehgarten unter dem Motto „Oktoberfest-Fernsehgarten“ zu Gast. 
Weitere Gäste der Sendung waren u. a. Voxxclub, Hansi Hinterseer uvm. von denen sich Da Rocka & da Waitler mit ihrem rockig/punkigen Stil deutlich abhoben.